# Geografie van Griekenland

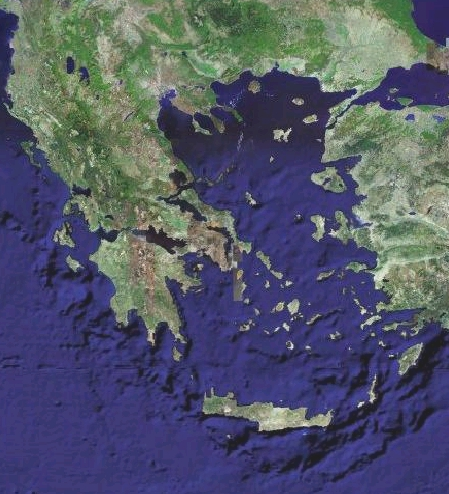
Satellietfoto van Griekenland en omgeving

Griekenland ligt in Zuid-Europa, in het oostelijk deel van de Middellandse Zee. Ten noorden grenst het aan de Balkan, in de Middellandse Zee heeft het zeer veel eilanden liggen.
De volgende gegevens over de geografie van Griekenland zijn bekend.

## Kerngegevens
- Lengte landgrenzen: 1220 km (Bulgarije 494 km, Albanië 292 km, Noord-Macedonië 228 km, Turkije 206 km).
- Kustlijn: 14.880 km.
- Grootste rivieren: Alpheüs, Maritsa (Evros), Nestos, Strymon, Vardar.
- Grootste meer: Prespameer (gedeeltelijk buiten Griekenland gelegen).
- Hoogste punt: Olympus, 2917 m.

## Grootste steden in Griekenland naar inwonertal
- Athene (de hoofdstad), stad 655.000 inwoners, agglomeratie 4 à 5 miljoen
- Thessaloniki, stad 320.000 inw., agglomeratie 1.010.000
- Patras, 215.000 inw.
- Iraklion, 175.000 inw.
- Piraeus, 165.000 inw.
- Larissa, 165.000 inw.
- Volos, 145.000 inw.
- Peristeri, 140.000 inw.
- Rhodos, 115.000 inw.
- Ioannina, 110.000 inw.

## Eilanden
In de wateren die het Griekse vasteland omgeven liggen ongeveer 3000 eilanden die ook tot Griekenland behoren:
Egina – Chios – Evia (Evvia) – Ikaria – Kreta (Kriti) – Corfu (Kerkyra) – Kos – Lesbos (Lesvos) – Naxos – Mykonos – Paros – Rhodos – Samos – Zakynthos (ook Zante) en andere.
De meeste eilanden worden gegroepeerd in archipels: de voornaamste zijn de Ionische Eilanden, de Sporaden, de Cycladen, de Noord-Egeïsche Eilanden en de Dodekanesos.

## Bergen
De bekende berg Olympus is de hoogste van Griekenland. Gebergten zijn onder meer Cyllene, Diktigebergte, Idagebergte, Kithairon, Lefka Ori, Pindosgebergte, Rodopegebergte en Taigetos.